# Celama partitalis
Celama partitalis är en fjärilsart som beskrevs av Walker 1865. Celama partitalis ingår i släktet Celama och familjen trågspinnare. Inga underarter finns listade i Catalogue of Life.